# Anita Haglöf
Maud Siv Anita Haglöf, ogift Ericstam, född 23 januari 1938 i Katarina församling i Stockholm, är en svensk Dramatenmedarbetare, zonterapeut och butiksinnehavare.

## Biografi
Anita Haglöf tillbringade sina första elva år hos morföräldrarna i Tyresö utanför Stockholm. Morfadern var bror till hembygdsforskaren Agaton Ericstam och farfars bror till filmaren Björn Ericstam. 
Efter en tid som hemmafru tog Haglöf olika arbeten och var bland annat en av Stockholms första lapplisor.[källa behövs] Hon började jobba på Dramatiska Teatern i Stockholm 1968, där hon frånsett ett kortare avbrott med arbete på mäklarfirma, arbetade som receptionist och växeltelefonist fram till 1990-talet. Hon utbildade sig till zonterapeut och behandlade vid sidan om receptionistarbetet skådespelarna i logerna innan regissören Ingmar Bergman ordnade ett behandlingsrum åt henne på teatern. Hon fick stipendium ur Dramatens jubileumsfond 1994. På 1990-talet drev hon en egen hälsobutik i Birkastan i Stockholm.
Under 1990-talet anställdes hon som hushållerska hos Ingmar Bergman och verkade hos honom under åtta år, först i Stockholm och sedan på Fårö fram till 2003. Hon har berättat om denna tid i bland annat Tom Alandhs TV-dokumentär Bergmans hushållerska (2009) och i boken Jag var Bergmans hushållerska (2018) som hon gav ut tillsammans med Håkan Lahger. Efter sin tid hos Bergman assisterade hon skådespelaren Erland Josephson, som det gjordes också en TV-dokumentär om, under namnet Scener ur ett vardagsliv (2009).
Anita Haglöf var 1953–1956 gift med chauffören Arne Karlsson (1932–2014) och 1958–1969 med bilhandlaren Paul Haglöf (1930–2010). Hon har fött fyra barn, av vilka tre är i livet.